# Timokrati
Timokrati er et litterært udtryk, som stammer fra antikkens Grækenland . Efter sigende indførte Solon, omkring år 600 f.kr. flere reformer, med henblik på at tildele administrative rettigheder til ejendomsholdere, i en reaktion mod det traditionelt aristokratiske vælde.

## Ekstern henvisning
- . The Origin of the Family, Private Property, and the State . Frederick Engels, 1884 . Chapter V. The Rise of the Athenian State . (Læs) (engelsk)

| Politik | Spire Denne artikel om politik og ideologi er en spire som bør udbygges. Du er velkommen til at hjælpe Wikipedia ved at udvide den. |